# Polêmica em torno das denominações espanhol e castelhano

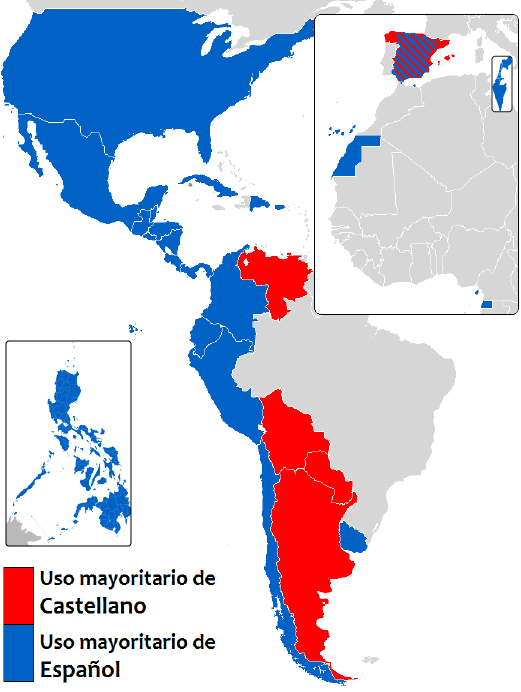
Uso majoritário dos termos 'castelhano' e 'espanhol'.

A polêmica em torno das denominações 'espanhol' e 'castelhano' está baseada num suposto conflito para decidir a terminologia mais apropriada para denominar o idioma falado na Hispano-América, na Espanha e noutras zonas hispanófonas. Assim, a polêmica está entre os termos 'espanhol' (español, em espanhol) ou 'castelhano' (castellano, em espanhol), ou melhor, se ambas são formas perfeitamente sinônimas e aceitáveis, que é atualmente o critério acadêmico.
Como muitas das controvérsias relacionadas com a denominação duma língua que identifica determinado território ('espanhol' com Espanha, e 'castelhano' com Castela), o que transmite uma ideologia ou um passado histórico que provoca rejeição, o que implica uma luta a favor de uma denominação única para facilitar sua identificação internacional e a localização das produções na língua citada (por exemplo, em redes informáticas), a controvérsia é de raiz ideológica, política e econômica.
Do ponto de vista estritamente linguístico, não há preferências por uma ou outra denominação. A ciência linguística, sempre que não atua ideologicamente, se limita a estudar e caracterizar a complexidade dos sistemas linguísticos inter-relacionados que compõem um diassistema ou língua histórica (como conjunto mais ou menos complexos de variedades geoletais, socioletais e funcionais, variáveis a sua vez no tempo), e, terminologicamente, a recorrer aos diversos usos denominativos de uma língua ou família linguística. Para a ciência linguística, ambos os termos são válidos na hora de designar o diassistema da língua histórica chamada popular e oficialmente 'castelhana' ou 'espanhola'.
No âmbito normativo prescritivo, segundo a normativa estabelecida pelos principais organismos de política linguística da área hispanófonas em relação à codificação do estandarte idiomático (Real Academia Espanhola e Associação de Academias da Língua Espanhola), 'castelhano' e 'espanhol' são terminologias sinônimas. Assim, o Diccionario Panhispánico de Dudas (DPD), obra de caráter normativo atualmente vigente, aprovada pela Associação de Academias da Língua Espanhola, estabelece:
español. Para designar la lengua común de España y de muchas naciones de América, y que también se habla como propia en otras partes del mundo, son válidos los términos 'castellano' y 'español'. La polémica sobre cuál de estas denominaciones resulta más apropiada está hoy superada. El término 'español' resulta más recomendable por carecer de ambigüedad, ya que se refiere de modo unívoco a la lengua que hablan hoy cerca de cuatrocientos millones de personas. Asimismo, es la denominación que se utiliza internacionalmente (Spanish, espagnol, Spanisch, spagnolo, etc.). Aun siendo también sinónimo de 'español,' resulta preferible reservar el término castellano para referirse al dialecto románico nacido en el Reino de Castilla durante la Edad Media, o al dialecto del español que se habla actualmente en esta región. En España, se usa asimismo el nombre 'castellano' cuando se alude a la lengua común del Estado en relación con las otras lenguas cooficiales en sus respectivos territorios autónomos, como el catalán, el gallego o el vasco.
espanhol. Para designar o idioma comum da Espanha e de muitas nações da América, e que também se fala como própria em outras partes do mundo, são válidos os termos 'castelhano' e 'espanhol'. A polêmica sobre qual destas denominações é a mais apropriada, hoje, está superada. O termo 'espanhol' é mais recomendável por não dar margem à ambiguidades, já que se refere de maneira unívoca à língua que falam hoje cerca de quatrocentos milhões de pessoas. Também é a denominação que se utiliza internacionalmente (Spanish, espagnol, Spanisch, spagnolo, etc.). Ainda sendo sinônimo de 'espanhol', é preferível deixar o termo 'castelhano' para se referir ao dialeto românico nascido no Reino de Castela durante a Idade Média, ou ao dialeto do espanhol falado atualmente nessa região. Na Espanha, usa-se também o nome 'castelhano' quando de remete ao idioma comum do Estado em relação aos outros idiomas co-oficiais em seus respectivos territórios autônomos, como o catalão, o galego, ou o basco.— Diccionario Panhispánico de Dudas, 2005, pág. 271-272.

## Introdução
Ainda que a introdução do idioma nos países conquistados fosse anterior à existência da Espanha como Estado moderno, o Diccionario de Lengua Española da Real Academia Espanhola (RAE) apresenta 'castelhano' e 'espanhol' como sinônimos.
Em 1737, escrevia o valenciano Gregorio Mayans em seu livro Orígenes de la lengua española o seguinte:

Por 'lengua española' entiendo aquella lengua que solemos hablar todos los españoles cuando queremos ser entendidos perfectamente unos de otros.
Entendo por 'língua espanhola' aquela língua que falamos nós todos espanhóis quando queremos ser entendidos perfeitamente uns aos outros.
O lingüista venezulano Andrés Bello titula sua principal obra como Gramática de la lengua castellana e explica no prefácio (3b):

Se llama lengua 'castellana' (y con menos propiedad 'española') la que se habla en Castilla y que con las armas y las leyes de los castellanos pasó a América, y es hoy el idioma común de los Estados hispanoamericanos.
Denomina-se língua 'castelhana' (e com menos propriedade 'espanhola') a que se fala em Castela e com as armas e as leis dos castelhanos transmitiu à América, e é hoje o idioma comum dos Estados hispano-americanos.
Na Espanha, freqüentemente usa-se o termo 'espanhol' para se referir ao idioma em oposição aos idiomas estrangeiros, e 'castelhano' em relação a outros idiomas que também são falados na Espanha. Isso é o que recomenda Manuel Seco em seu Diccionario de dudas y dificultades del castellano. Assim, nas comunidades com idioma próprio, a prática usual tem sido tradicionalmente chamá-lo de 'castelhano', por costume e inércia histórica, sem que este termo tenha o porquê de possuir conotações políticas. Por outro lado, a Constituição espanhola de 1978, no seu terceiro artigo, utiliza a forma 'castelhano' para o idioma, diferenciando-o dos outros idiomas espanhóis:
El castellano es la lengua española oficial del Estado. […] Las demás lenguas españolas serán también oficiales en las respectivas Comunidades Autónomas…
O castelhano é a língua espanhola oficial do Estado. […] As demais línguas espanholas serão também oficiais nas respectivas Comunidades Autônomas…
Diz-se que o resto das línguas faladas na Espanha, como o basco, ou catalão ou galego, também são espanholas. Assim também se refere o DPD, se bem que fazendo explícito que esta denominação convive também noutros contextos com o nome 'espanhol':
En España, se usa asimismo el nombre castellano cuando se alude a la lengua común del Estado en relación con las otras lenguas cooficiales en sus respectivos territorios autónomos, como el catalán, el gallego o el vasco
Na Espanha, usa-se também o nome 'castelhano' quando de remete ao idioma comum do Estado em relação aos outros idiomas co-oficiais em seus respectivos territórios autônomos, como o catalão, o galego, ou o basco— DPD, RAE e Associação de Academias de Língua Espanhola. 2005.
Pelo contrário, há quem argumenta que o termo 'espanhol' refere-se à língua oficial do Estado espanhol, enquanto um idioma como o galego refere-se à língua própria da Galiza. O fato de que províncias como Corunha sejam galegas e espanholas ao mesmo tempo, são a base da chamada cooficialidade dos idiomas espanhol e galego.
Também é argumentado que a denominação correta seja 'castelhano' devido ao fato que a língua surgiu em Castela e depois se espalhou por todo território espanhol pela supremacia política do Reino de Castela sobre os demais reinos ibéricos. Esses autores só podem pôr como exemplo que, no Reino Unido e outros países anglófonos, o idioma é chamado de inglês (e não britânico), pois é originário da Inglaterra, ainda que este caso não seja inteiramente extrapolável ao idioma em análise, porque o termo 'castelhano' não encontra eco noutras línguas como se fala o inglês (e neste caso, o termo 'espanhol'). Um caso mais parecido ao espanhol encontra-se na Itália, onde o italiano deriva do toscano frente a outras línguas e dialetos italianos.
Depois de que a Espanha perdeu suas colônias americanas, alguns intelectuais americanos seguiram o emprego do termo "América Espanhola", nas primeiras décadas do século XX. Ainda que isto tenha causado certa divisão em setores da sociedade, todos os países hispanófonos denominam oficialmente 'espanhol' o seu idioma, como é evidenciado as suas afiliações à Associação de Academias da Língua Espanhola.

## Algumas razões da controvérsia
A controvérsia transcende o debate meramente acadêmico ou de adequação terminológica, já que com certa freqüência o debate mesclou-se com intenções políticas de dois tipos:
1. Dentro da Espanha, certos setores nacionalistas e/ou regionalistas tem predefinido o termo 'castelhano' por entender que todas as línguas da Espanha são autóctonas de certo território que é uma parte do território espanhol. Entretanto, nos últimos tempos é possível perceber também uma terceira tendência a utilizar o termo 'castelhano' por parte destes setores, para reforçar a ideia de que os territórios como Catalunha ou País Basco não fariam parte da Espanha. Em contraposição, os setores não nacionalistas, juntamente com os nacionalistas espanhóis, defendem majoritariamente o termo 'espanhol' para demonstrar a preeminência ou naturalidade de descrever a língua comum dos espanhóis.
2. Nos tempos da ditadura de Miguel Primo de Rivera, foi produzido um apropriamento do termo 'espanhol' ao mesmo tempo em que se fixam cânones de correção baseados no uso castelhano (e concretamente burguês) para evitar a centrifugação patente nas falas periféricas (andaluz, murciano…). Mais tarde, durante a ditadura de Francisco Franco, reforçou-se a identificação do 'espanhol' com a indivisibilidade da pátria.
3. Na América hispânica, chegou-se a considerar que o uso do termo 'espanhol' era uma forma de subordinação cultural à Espanha.
4. Também foi considerado que o idioma deve ser chamado de 'espanhol', porque foi trazido pelo conquistadores espanhóis, e que chamá-lo de 'castelhano' seria uma tentativa de isentar o Estado moderno espanhol da responsabilidade moral e histórica de ter imposto uma cultura e um idioma completamente estranhos aos habitantes originais dessas terras. No entanto, é uma feito histórico que a conquista da América foi uma empreitada da Coroa de Castela, como demonstra o que os naturais dos reinos da Coroa de Aragão não pudessem comercializar livremente com as colônias até a abolição da escravatura e sua submissão e redução às leis de Castela por obra de Felipe V.

## Preferências de uso

### Academias da língua espanhola
As academias da língua espanhola dos países em que o termo 'castelhano' é usado corriqueiramente (como Chile ou Argentina) adotaram 'idioma espanhol'. Para estas academias, que fixam o léxico normativo de seu país, o termo é de origem filológico e não possui conotações políticas. Por exemplo, segundo a Academia Argentina de Letras:
En el uso general las denominaciones 'castellano' y 'español' son equivalentes. No obstante, es preferible, en razón de una más adecuada precisión terminológica, reservar el tradicional nombre de 'castellano' para referirse al dialecto de Castilla anterior a la unificación, y llamar 'español' -como internacionalmente se hace- a la lengua que desde entonces lleva en sí, junto al viejo tronco, los múltiples aportes que otros pueblos de España y de América han dado al 'castellano'
No uso geral das denominações 'castelhano' e 'espanhol' são equivalentes. Porém, é preferível, em razão de uma precisão terminológica mais adequada, reservar o nome tradicional 'castelhano' para se referir ao dialeto de Castela anterior à unificação, e chamar 'espanhol' - tal como se faz internacionalmente - a língua que desde então leva em si, junto ao velho tronco, os múltiplos aportes que outros povos da Espanha e da América deram ao 'castelhano'
Já a Associação de Academias da Língua Espanhola mediante de seu DPD, de caráter normativo, declarou:

Para designar la lengua común de España y de muchas naciones de América, y que también se habla como propia en otras partes del mundo, son válidos los términos 'castellano' y 'español'. La polémica sobre cuál de estas denominaciones resulta más apropiada está hoy superada.
Para designar o idioma comum da Espanha e de muitas nações da América, e que também se fala como própria em outras partes do mundo, são válidos os termo 'castelhano' e 'espanhol'. A polêmica sobre qual destas denominações é a mais apropriada, hoje, está superada.
Uma vez afirmado que ambas as formas são válidas, todas as academias da língua espanhola, através do DPD, recomendam, em geral, o uso do 'espanhol', como é perceptível em:
Aun siendo sinónimo de 'español', resulta preferible reservar el término 'castellano' para referirse al dialecto románico nacido en el Reino de Castilla durante la Edad Media, o al dialecto del español que se habla actualmente en esa región.
Ainda sendo sinônimo de 'espanhol', é preferível deixar o termo 'castelhano' para se referir ao dialeto românico nascido no Reino de Castela durante a Idade Média, ou ao dialeto do espanhol falado atualmente nessa região.

### A constituição espanhola
A atual constituição espanhola vigente estabelece o castelhano como língua oficial da Espanha, diferenciando-a das outras línguas espanholas que são co-oficiais nas comunidades de idioma próprio, de acordo com os respectivos estatutos de autonomia. Este é o caso do basco, catalão e galego.

3.1. El castellano es la lengua española oficial del Estado
3.2. Las demás lenguas españolas serán también oficiales en las respectivas Comunidades Autónomas de acuerdo con sus Estatutos
3.1 O castelhano é a língua espanhola oficial do Estado
3.2 As demais línguas espanholas serão também oficiais nas respectivas Comunidades Autônomas de acordo com seus Estatutos de Autonomia— Artigos 3.1 e 3.2 da atual Constituição da Espanha de 1978.

### As constituições latino-americanas
As Constituições dos países latino-americanos onde o espanhol é a língua oficial ou co-oficial seguem a seguinte distribuição denominativa:
- O termo 'castelhano' é usado em sete países: Bolívia, Colômbia, Equador, El Salvador, Paraguai, Peru e Venezuela.
- O termo 'espanhol' é usado em cinco países: Cuba, Guatemala, Honduras, Nicarágua e Panamá.

Não há menção a alguma língua oficial nas constituições da Argentina, da Costa Rica, do Chile, do México, de Porto Rico, da República Dominicana e  do Uruguai.